# Saut technologique
Un saut technologique est, dans un domaine technique, une innovation majeure dans la conception d'un produit. 
Il correspond à une révolution de l'état de l'art dans ce domaine.

## Exemples
- Pour les moteurs automobiles, le passage du moteur à explosion au moteur hybride ou au moteur électrique.
- Pour les réacteurs nucléaires, le passage de la troisième génération (réacteurs de type EPR) à la quatrième génération (réacteurs de type RNR ou autres).
- Dans le domaine des réseaux informatiques, le passage des câbles en cuivre à la fibre optique[1]